# 家永遵嗣
家永 遵嗣（いえなが じゅんじ、1957年4月 - ）は、日本の歴史学者。学習院大学文学部教授。専門は日本中世史。

## 人物
千葉県出身。1976年、岡山県立岡山朝日高等学校卒業。1982年に東京大学文学部国史学科を卒業。1988年、東京大学大学院人文科学研究科国史学専攻修士課程修了。1992年、同博士課程単位取得退学。1992年から1995年まで東京大学助手を務めた後、1995年から成城大学短期大学部助教授、1999年に学習院大学文学部史学科助教授に就任、2006年に教授に昇格して現在に至る。博士論文として執筆した著書『室町幕府将軍権力の研究』は非売品である。
東京教育大学名誉教授の家永三郎は父の従兄弟。

## 著書
- 『東京大学日本史学研究叢書1　室町幕府将軍権力の研究』（東京大学大学院人文科学研究科国史学研究室、1995年）

### 共著・寄稿・執筆分担
- 『中世の法と政治』（吉川弘文館、1992年）
- 『角川新版日本史辞典』（角川書店、1996年）
- 『静岡県史通史編2中世』（静岡県、1997年）

## 主要論文
- 「足利義教初期における将軍近習の動向」（『遥かなる中世』9、1988年）
- 「室町幕府奉公衆体制と『室町殿家司』」（『人民の歴史学』106、1990年）
- 「足利義詮における将軍親裁の基盤-「賦」の担い手を中心に-」（石井進編『中世の法と政治』吉川弘文館、1992年）
- 「『別奉行』制の源流と引付方」（『遥かなる中世』12、1992年）
- 「堀越公方府滅亡の再検討」（『戦国史研究』27、1994年）
- 「北条早雲の小田原奪取の背景事情-全国的な政治情勢との関わりから-」（『おだわら-歴史と文化-』9、1995年）
- 「足利義満と伝奏との関係の再検討」（『古文書研究』41・42合併号、1995年）
- 「明応二年の政変と北条早雲の人脈」（『成城大学短期大学部紀要』27、1996年。『日本史学年次別論文集 中世1　1996年』学術文献刊行会、1999年に再録）
- 「将軍権力と大名との関係を見る視点」（『歴史評論』572、1997年）
- 「伊勢宗瑞（北条早雲）の出自について」（『成城大学短期大学部紀要』29、1998年）
- 「「三魔」―足利義政初期における将軍近臣の動向」（『日本歴史』616、1999年）
- 「伊勢盛時（宗瑞）の父盛定について」（『学習院史学』38、2000年）
- 「足利義材の北陸滞在の影響」（『加能史料会報』第12号、2000年。加能史料編纂会編『加賀・能登　歴史の扉』石川史書刊行会、2007年に再録）
- 「軍記『応仁記』と応仁の乱」（学習院大学文学部史学科編『歴史遊学』山川出版社、2001年）
- 「軍記と史実の間」（『学習院史学』41、2003年）
- 「北陸地方における戦国状況の形成」（『加能史料研究』第16号、2004年）
- 「室町幕府の成立」（『学習院大学研究年報』第53号、2008年）
- 「建武政権と室町幕府との連続と不連続」（『九州史学』154号、2010年）